# Rząd Alfreda Potockiego
Rząd Alfreda Potockiego – rząd austriacki, rządzący Cesarstwem Austriackim w latach 1870–1871.
Rząd działał od 12 kwietnia 1870 do 4 lutego 1871.
21 listopada 1870 Rada Państwa uchwaliła wotum nieufności dla rządu. 24 listopada premier wniósł dymisję, którą cesarz Franciszek Józef I przyjął 4 lutego 1871.

## Skład rządu
- premier – Alfred Józef Potocki
- rolnictwo – Alfred Józef Potocki, Alexander Petrino
- handel – Sisino de Pretis Caqnodo
- wyznania i oświata – Adolf Tschabuschnigg, Karl von Stremayr
- finanse – Karl Diensler, Ludwig Holzgethan
- sprawy wewnętrzne – Eduard von Taaffe
- sprawiedliwość – Adolf Tschabuschnigg
- obrona krajowa – Eduard von Taaffe, Victor Vidmann-Sedlnitzky